# 海仑 (犹他州)
海仑（英語：Hyrum），是美国犹他州卡什县下属的一座城市。建市于1860年，面积大约为4.84平方英里（12.5平方公里），海拔约为4,698英尺（1,432米）。根据2010年美国人口普查，该市有人口7,609人。